# 代用國民中學
代用國民中學（簡稱代用國中）為中華民國在臺灣實行的學校體制之一，屬民辦民營的私立國民中學(民間設立，不同於公辦民營)。1968年，中華民國政府於臺灣地區實施九年國民教育，為在臺灣境內達成「一鄉一國中」的目標、便利學童就近就學，遂於部分鄉鎮徵用私立初級中學為代用國中，其辦公及人事經費由臺灣省政府教育廳（今由教育部）補貼其學費差額來支應，但當時因政府財政困難，少有補貼，造成代用國中嚴重虧損，以致多所私中紛紛退出。

## 功能定位
依據教育部說明，代用國中屬性是私立學校，運作、功能比照一般公立學校。其人事費、辦公費，全額由中華民國教育部補助。

### 法源依據
- 1967年9月4日，依據行政院《九年國民教育實施綱要》第三條第二項之規定，台灣省政府「府教財二字第69624號令」訂定發布《台灣省實施九年國民教育私立初級中學代用國民中學辦理要點》。
- 1968年1月19日立法院三讀通過、1968年1月27日總統令公布之《九年國民教育實施條例》，其第五條第二項規定：「私立初級中學辦理成績優良，適合所在地區需要者，得指定為代用國民中學。」

## 歷史
代用國民中學始於民國57年（1968年）臺灣省實施「一鄉一國中」政策時，蔣中正政府面對財源短缺、籌建學校不易等情況，由臺灣省政府教育廳徵用省內部分私立中等學校「提供校產，服務國教」，成為「代用國中」，要求私校按公校標準收費，經費不足者由政府補助。為政府節省了一些設校經費。當時全省約有一百多所代用國中。惟代用國中承接此項工作之初，政府未能及時補助經費，導致部分學校虧損、辦學不佳，致使代用國中減少到今僅餘四所。目前代用國中仍是有董事會的私校。
代用中學多分佈於該省中、南部，如雲林縣在代用國中制度創始時，其代用國中數約占全省一半，甚至為了代用國中特別發布《雲林縣私立代用國民中學新生入學實施原則》等命令。今四所代用國中全部分布在濁水溪以南。

## 存廢爭議
隨著時代變遷，臺灣中小學現今普遍因少子化而存在著減班廢校危機，然而代用國中因「私校管理、公校收費」，使家長趨之若鶩，學生人數大多逆勢成長。以私校之實，收費卻為公校標準，引發公立國中不滿。又因教育部每年耗資數億新臺幣經費補助各該四校，被質疑資源分配不均，代用國中續留與否引發爭論。2015年時，時任雲林縣縣長李進勇即指出：代用國中「考量時代需求不同，將確實檢討是否有存在必要」。臺南市議員王家貞即於2020年指出，「代用國中的存在，已不具時代意義」。
教育部於2000年相關會議結論認為，考量四所學校「繼續代用之意願」，繼續代用，不再轉型，「如各校自願轉型，本部亦樂觀其成」。
代用國中之一東南國中校長戴渝2005年接受雲林縣議員質詢時，認為若教職員聘任、法規制度問題可以解決，該校對是否代用「沒有什麼意見」。

## 代用國中
臺灣當前僅餘四所公辦民營代用國中：

### 雲林縣私立東南國民中學
雲林縣私立東南國民中學位於雲林縣西螺鎮境內。1930年，東南國中之前身東南中學在中國大陸江蘇省鎮江縣創立，1949年校方隨中華民國政府遷臺，並於1957年在臺灣省雲林縣西螺鎮復校。復校時，東南是完全中學，設有初中部及高中部。1968年，政府實施九年國教，東南中學受徵召改制為代用國民中學至今。

### 雲林縣私立淵明國民中學
雲林縣私立淵明國民中學位於林內鄉境內。

### 臺南市私立昭明國民中學
臺南市私立昭明國民中學位於臺南市七股區。

### 屏東縣私立南榮國民中學
屏東縣私立南榮國民中學位於崁頂鄉。

### 圖片集

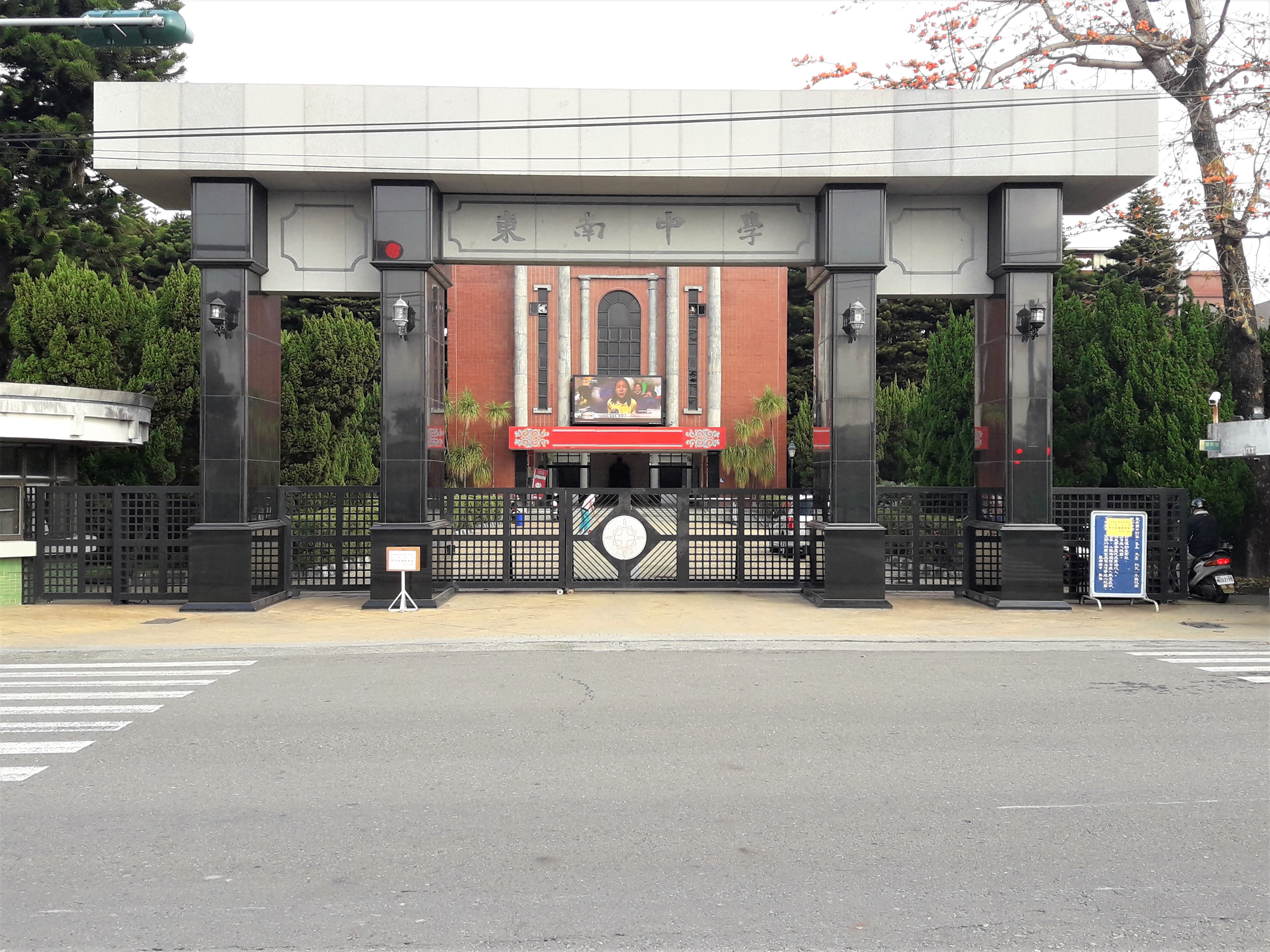
東南國中校門
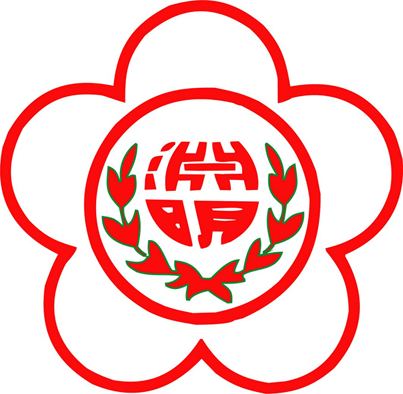
淵明中學校徽